# 長谷川玲奈
長谷川 玲奈（はせがわ れな、2001年〈平成13年〉3月15日 - ）は、日本の声優、タレントである。
新潟県北蒲原郡黒川村（現・胎内市）出身。クロコダイル所属。女性アイドルグループNGT48の元メンバー。

## 略歴
小学校4年の時に、長谷川と仲の良い女の子の友達と互いの兄の野球の応援をしていて、その友達に誘われて始めたのがきっかけで野球を始める。ポジションはセカンド。中学3年の時に野球部でレギュラーメンバーとなる。野球部を引退後、陸上部の下越大会に出場して走り幅跳びで5位に入賞した。市内・県外の10校以上からスポーツ推薦を受けていた。
2015年7月25日、NGT48最終オーディション審査に合格。応募の動機は、「大好きな友達が受けると言っていて、そのコが挑戦するなら一緒に挑戦したいと思って応募しました」とのこと。また、AKB48メンバーが声優を務めたテレビアニメ『AKB0048』を見たことがアイドルを目指すきっかけになったという。母親は当初NGT48のオーディションの受験に猛反対していたものの、長谷川の良き理解者であった父親は受験を後押ししたという。翌8月21日、新潟市みなとぴあ（歴史博物館）前広場でのイベントにてお披露目される。
2016年1月10日、「NGT48劇場グランドオープン初日公演」に出演し、他15名と共にチームNIIIを結成する。初日公演の演目は「PARTYが始まるよ」公演。2016年4月9日、ハードオフエコスタジアム新潟で行われた新潟アルビレックスBC対群馬ダイヤモンドペガサス戦でNGT48メンバーとして初めての始球式をつとめる。
2017年4月12日、NGT48としてシングル「青春時計」でメジャーデビュー。
2018年1月27日、マジカルワンダー娘（ガールズ）木村沙智子役として出演した映画『ミッドナイト・バス』が全国公開される。2018年5月から6月にかけて開催され、6月16日にナゴヤドームで開票イベントが行われた『AKB48 53rdシングル 世界選抜総選挙』で77位にランクイン。2018年4月13日の新潟では初の単独コンサート『NGT48単独コンサート〜朱鷺は来た!新潟から全国へ!〜』において、新チームGへの異動が発表され、7月1日に「チームG 1st Stage 逆上がり」公演初日に出演し、チームGのメンバーとして活動開始。
2019年4月21日、この日開催された「チームG 1st Stage 逆上がり」千秋楽公演で、NGT48からの卒業を発表した。5月18日、山口真帆、菅原りことともに卒業公演「太陽は何度でも」を開催。アンコールで読み上げた手紙の中で、声優に挑戦することを表明した。
2019年6月10日より、声優事務所のクロコダイルに声優、タレント、アーティストとして正所属。また、同日にSHOWROOMの配信ページが立ち上げられた。声優としてデビューするために、音響会社のBloomZでトレーニングを受けながら活動する。クロコダイル所属後の初仕事としてテレビアニメ『邪神ちゃんドロップキック』第2期の公式レポーターとして活動し、先輩声優の仕事現場をレポートしながら自身も声優としての成長を目指していく。9月4日スタートの『札幌乙女ごはん。』第3弾（北海道文化放送）でテレビアニメ声優デビュー。
2019年9月1日、出身の胎内市の観光PR大使に就任、2025年4月1日 胎内市観光大使就任をもって退任。
2020年4月、総合学園ヒューマンアカデミー声優専攻に特待生として入学。2022年3月、卒業。
2025年4月1日、胎内市観光大使に就任。

## 人物
- かつて在籍していたNGT48でのキャッチフレーズは「NGT48の唯一の野球少女!今日もあなたのハートにホームラン」[28]。
- 兄がいる[5]。
- 特技は、野球[29]。趣味は、野球観戦[29]。中学生の時に、長谷川が所属する野球チームと小熊倫実の兄が所属する野球チームの試合を見ていた小熊の母が小熊へその話をしたことが、小熊がソフトボール部に入るきっかけとなった[5]。
- 好きな食べ物は、キャベツ、銀杏、馬刺し、パスタ、彩果の宝石、スイカ[30]。嫌いな食べ物は、生卵。
- 好きな言葉は、何事にも全力で取り組む[29]。
- 地元黒川の「道の駅胎内」（黒川村時代よりこの施設は存在している）に、長谷川玲奈グッズや写真を展示したコーナーが存在する[24][31]。
- 目標とするメンバーは、田野優花。「すごい挑戦的なところが好きです（笑）。積極的に前に出ている感じがして、番組を観てても、すごくおもしろい変顔をしたり、どんどんメンバーをいじったりするところにすごく惹かれます」[7]。
- 憧れの声優は東山奈央。東山が出演する作品では『終末のイゼッタ』を好む[8]。
- NGT在籍時の将来の夢は、「キラキラ輝くBIGなアイドルになる！」[7]。声優に挑戦後の夢は、スポーツアニメに出演すること[8]。

## 出演
太字はメインキャラクター。

### 映画
- ミッドナイト・バス（2018年1月27日、アークエンタテインメント） - 木村沙智子 役[14]
- おばあちゃんの秘密（2026年春公開予定） - 山野くるみ 役[32]

### イベント
- プロ野球始球式
  - 新潟アルビレックスBC 対 群馬ダイヤモンドペガサス（2016年4月9日、ハードオフエコスタジアム新潟）[12]
  - 北海道日本ハムファイターズ 対 東北楽天ゴールデンイーグルス（2016年9月1日、東京ドーム）[33]
  - 新潟アルビレックスBC 対 群馬ダイヤモンドペガサス（2017年4月29日、ハードオフエコスタジアム新潟）[34]
  - 北海道日本ハムファイターズ 対 千葉ロッテマリーンズ（2018年4月7日、東京ドーム）[35]
  - 中日ドラゴンズ 対 福岡ソフトバンクホークス（2018年6月8日、ナゴヤドーム）[36]
  - 横浜DeNAベイスターズ 対 読売ジャイアンツ（2018年8月21日、横浜スタジアム）[37]
  - 北海道日本ハムファイターズ 対 東京ヤクルトスワローズ（2018年9月22日、ファイターズ鎌ケ谷スタジアム）[38]
- 香川ファイブアローズアンバサダー（2019-20シーズン〜）[39]
- 野球伝来150年記念イベントin 松山「日本プロ野球名球会チーム VS 松竹ロビンス」（2023年1月29日、松山中央公園野球場）[40][注釈 3]

### テレビアニメ
2019年
- 札幌乙女ごはん。 第3弾（関このみ〈2代目〉）

2020年
- ダーウィンズゲーム（プレイヤー女B）
- 理系が恋に落ちたので証明してみた。（2020年 - 2022年、女子、神楽野春） - 2シリーズ
- 邪神ちゃんドロップキック（2020年 - 2023年、職員、アトレ、先生） - 3シリーズ + 特別編

2021年
- WIXOSS DIVA(A)LIVE（犬宮羅々 / VJ.WOLF）
- さよなら私のクラマー（加古川香梨奈、女子生徒）
- 恋と呼ぶには気持ち悪い（天草理緒）
- 終末のハーレム（2021年 - 2022年、女性看護師A、職員C、女子B、女性B、女性職員A 他）

2022年
- 阿波連さんははかれない（女子生徒）

2023年
- ティアムーン帝国物語〜断頭台から始まる、姫の転生逆転ストーリー〜（ギロちん）

2024年
- リンカイ!（弥彦巫子）
- エルフさんは痩せられない。（黒枝）

2025年
- キミと僕の最後の戦場、あるいは世界が始まる聖戦 Season II（ユミリーシャ）

### 劇場アニメ
- 映画 さよなら私のクラマー ファーストタッチ（2021年、戸塚GK）
- 劇場版IDOL舞SHOW（2022年、掛川こころ[53]）

### Webアニメ
- ティアムーン帝国物語〜断頭台から始まる、姫の転生逆転ストーリー〜 ミニアニメ（2023年、ギロちん）
- リンカイ!ちびアニ（2024年、弥彦巫子[54]）
- 復讐スワップ～夫の不倫相手の娘と入れ替わった私～（2025年、三宅梓[55]）

### ゲーム
2010年代
- 獅子の如く〜戦国覇王戦記〜（2019年、ねね）
- Q&Qアンサーズ（2019年、封神演義〈王貴人〉、グリム童話〈眠れる森の美女〉）

2020年
- 天地の如く〜激乱の三国志〜（虞美人）
- ルミア サガ-ちび萌え自由大冒険

2021年
- ヴィーナススクランブル（ラプス）
- デスティニーチャイルド（ドリュアス）
- プリンセスコネクト!Re:Dive（少女）
- ガールズ X バトル 2（アンユエ）
- モンスターストライク（2021年 - 2024年、曳手&単節〈曳手〉、ルピナス）
- 崩壊3rd（長光）

2022年
- 麻雀一番街（五十嵐紗子、天海汐月）
- 二ノ国：Cross Worlds（ソフィー）
- BLACK STELLA Iи:FernØ（神無月千夜）
- ウィクロスマルチバース（VJ.WOLF）
- Tokyo 7th シスターズ（フラナ・リン）
- 誓約少女 〜祝砲の元に集いし戦姫たち〜（羽黒、ヴォルタ、リュッツオウ、鳥海、ヴィクトリアス）

2023年
- アクション対魔忍（穂稀なお）
- パズルボブル エブリバブル!（クルルン）
- 鬼斬（柳生十兵衛）
- Echocalypse -緋紅の神約-（ノート）
- BLACK STELLA PTOLOMEA（神無月千夜）

2024年
- 東方LostWord（PHANTOM PAIN 茨木華扇、Be the change 紅美鈴、神に近づきすぎた蝶の妖精 エタニティラルバ、デバイスドライバーの姉 九十九弁々、電脳ゴースト 西行寺幽々子）
- 制服カノジョ（黒田葵）
- 英雄伝説 界の軌跡 -Farewell, O Zemuria-（準遊撃士アンジュ）
- エバーテイル（トリスタン）
- さくらいろテトラプリズム（長峰夏希）
- コインムスメ（ジェムティ）

2025年
- 制服カノジョ2（黒田葵）

### ドラマCD
- ちゃんおぷ学園アイドル部の一日（2019年）[82]
- IDOL舞SHOW エピソードZERO（2020年、掛川こころ[83]）
- 魔法少女翔 スペシャルドラマCD（2022年、櫛引凜[84]）

### オーディオドラマ
- ひみつのはぐたいむ（2023年、丸山 寧々）
- 【いっしょにバブ】犬吠埼紫杏のオフロ時間（2024年、犬吠埼紫杏）

### デジタルコミック
- 蛇道スナイパー（2019年、糸魚川新太[85] 他）
- タイムスリップオタガール（2020年）[86]
- 電音部 コミックムービー（2020年、犬吠埼紫杏）
- ここからはオトナの時間です。（2021年、三宅先輩[87]）
- 邪神ちゃんドロップキック わらわ脳内会議（2022年、アトレ[88]）
- 美醜の大地〜復讐のために顔を捨てた女〜（2022年 - 2025年、高嶋津絢子[89]）
- 20XX年レベルアップ災害～神から授かりし新たなる力～（2022年、姫野桜子[90]）
- 花秘める君のメテオール（2023年、ジゼル[91]）
- 身代わりロマンチカ 政略結婚相手に溺愛されてしまいました!（2024年、栗橋光[92]）
- おっさん勇者は鍛冶屋でスローライフはじめました（2025年、クルエル[93]）

### 吹き替え
2019年
- ディリリとパリの時間旅行（カミーユ・クローデル）
- ラン・アウェイ 香港脱出（秀平）
- ポロロ 雪の妖精村大冒険（ポロロ）

2020年
- ソウル・コンタクト（アリサ〈エカテリーナ・ヴリチェンコ〉）
- エンド・オブ・ナイトメア（アントン母）
- トイズ&ペット みんなで未来へ大冒険（タイムボット）
- ビッグ・ウィッシュ 魔法に願いを（ソフィア）
- マジック・ワールド ビーストと闇の支配者（フェイ母）
- エルフと不思議な猫（アンジェラ）

2021年
- エレメントシスターズ 4分の1の魔法（ベリーナ 他）
- ドラゴン・ラビリンス 迷宮の秘宝（シャーリー）

2022年
- イーダと動物たちの魔法学園（レオニー）
- ステップ〜最高の一歩〜
- 魔女の密約（エイミー）
- ダーリン（ビリー）
- THE FLASH/フラッシュ シーズン8（ティーニャ）
- ロイヤルティーン:ウワサのプリンス（レナ）
- シェフのテーブル: ピザ

2023年
- Titans/タイタンズ シーズン4
- フィンガーネイルズ（アレクサンドラ）

2024年
- コンフィデンシャル:国際共助捜査（ヨナ）
- アバター:伝説の少年アン（スキ）

### その他のテレビ番組
- PRODUCE 48（2018年6月15日 - 8月31日、Mnet・BSスカパー!） - 日韓合同のオーディション番組。
- 行列たまご（2019年7月1日 - 12月23日、千葉テレビ） - コーナーMC担当[95]。
- 大好き!にいがた!「ボクの手、貸します。～もうひとつの、ふるさとのために～」（2019年9月6日、新潟総合テレビ） - ナレーション[96]
- ジャンクSPORTS（2021年6月20日・10月3日、フジテレビ）
- テレメンタリー2021「女子高校野球のキセキ〜開志学園 甲子園に挑んだ夏〜」（2021年9月5日、テレビ朝日） - ナレーション[97]
- 「邪神ちゃんドロップキックX」声優オーディション エキュートを勝ちとるのは誰だ!? 略して…エキュ誰!?（2021年10月30日、BSフジ）[98]
- NNNドキュメント'21「野球がしたい〜女子高校球児の青春〜」（2021年11月22日、日本テレビ） - ナレーション[99]
- ミュージックブレイク〜声優のひと息〜（2021年12月22日、テレビ東京）[100]
- 放送直前特番「リンカイ!SPECIALきゃんぷ」（2024年4月2日、TOKYO MX）[101]
- おはリナ!（2024年12月、TOKYO MX） - 月曜日ナレーション[102]

### ラジオ
※はインターネット配信。
- ココ☆ロコ クロコダイル（2019年 - 2020年、西日本放送）[103]
- ねづっち・長谷川玲奈の声優さん、整いました!（2019年 - 2020年、新潟放送）[104]
- 長谷川玲奈の会いにきなせや（2020年 - 2022年、新潟放送[105]・ラジオ日本）[106]
- 長谷川玲奈のradioclub.jp（2020年、ラジオ関西・アニたまどっとコム※）[107]
- 長谷川玲奈の『晴れ、時々破天荒。』（2021年、Anium Radio Station※）[108]
- ゴルフ一刀両断（2021年 - 2023年、InterFM897）
- お仕事マル秘ストーリー（2025年、長崎放送）
- 長谷川玲奈のレナのツボ（2025年 - 、長崎放送、新潟放送）

### ネット配信
- 長谷川玲奈のぽんチャンネル!（2019年 - 2021年、ニコニコ生放送）
- 原・小坂井・長谷川のクリエイトヂカラ（2021年 - 2022年、ニコニコ生放送）[109]
- レナハル学園の放課後（2022年、ニコニコ生放送）[110]
- さらば、銃よ 警視庁特別銃装班 配信スタート直前SP（2023年、Lemino） - ナレーション[111]

### 舞台
- 人狼系推理バトル『レジスタンスイレブン〜未知なる敵からの卒業〜』ガールズ版（2021年3月12日・16日、R'sアートコート(労音大久保会館)）
- 朗読劇『リップシルド』（2021年4月17日、六本木バードランド）[112]
- 音楽朗読劇『モンテ・クリスト伯』（2021年11月14日、紀伊國屋ホール） - メルセデス 役[113]
- 舞台版 『マーダー☆ミステリー 〜探偵・斑目瑞男の事件簿〜』（2021年12月5日、浅草花劇場） - 蛍原梢 役[114]
- 朗読劇『海辺の街でもう一度、あの日の彼女に会えたなら』（2022年2月19日・20日、新宿アルタKey Studio）[115]
- Girls Reading theater「童話シリーズ」GW Special（2022年5月3日・5日、浅草花劇場）[116]
- イロアワセ vol.3 〜LiLY whIte〜（2022年7月1日・2日、浅草花劇場） - 美田園梅 役[117]
- 朗読劇『3と1/2の海の底～three and a half in the SEA～』（2022年7月8日、新江ノ島水族館 相模湾ゾーン水槽前）[118]
- 舞台「キミと僕の最後の戦場、あるいは世界が始まる聖戦」（2022年10月20日 - 24日、シアター1010 / 11月12日・13日、COOL JAPAN PARK OSAKA TTホール） - 主演・イスカ 役（大西桃香とのWキャスト）[119]
- 人狼系推理バトル『レジスタンスイレブン～集いはハロウィンで～』ガールズ版（2022年10月30日、コフレリオ新宿シアター）
- 朗読劇『echo』（2023年1月14日・15日、KIWA TENNOZ）[120]
- 舞台『トワツガイ』（2023年6月16日 - 25日、サンシャイン劇場） - フラミンゴ 役[121]
- キミに贈る朗読会 特別編『青いダイイングメッセージ』（2023年8月27日、MsmileBOX渋谷）
- キミに贈る朗読会 短編集『フェアウェル・シーベッド』（2023年9月17日、MsmileBOX渋谷）[122]
- 演劇バラエティ『IMPRESSION-LIVE- vol.3』（2024年3月3日、こった創作空間）
- 朗読劇『4月の花嫁』（2024年4月6日、バトゥール東京 チャペルブランカ） - 彩芽 役[123]
- 『TOKYO COL-CUL COMEDY〜RED〜』Bチーム（2024年5月17日 - 19日、東京カルチャーカルチャー）[124]
- 舞台『トワツガイ II』（2024年7月18日 - 23日、大手町三井ホール） - フラミンゴ 役[125]
- 朗読劇『夢から醒めない夢を見よ。』（2024年9月15日、シアター・アルファ東京）[126]
- 胸キュン朗読劇『Sweet Love Theater』（2024年11月1日・3日、浅草花劇場）[127]
- 青空メロディーズ〜Last melody〜　（2025年7月24-27日 CBGKシブゲキ‼） リーディング（ ※駒形友梨とのダブルキャスト）[128]
- SEPT fate to ReAnimation『Rebellio』』（2025年10月3日 - 13日〈予定〉、こくみん共済 coop ホール/スペース・ゼロ）[129]

#### 降板
- 朗読劇『タツノオトシゴ』（2024年10月18日・19日、CBGKシブゲキ!!） - メロ 役 [130]
  - 体調不良のため降板[131][132]。

### 映像商品
- ランチタイムはじめちゃった。（2019年）
- ランチタイムはじめちゃった。〜作り方〜（2019年）
- 声優ボウリングランプリレディース（2021年）[133]

### ASMRコンテンツ
- UNLUCKY LOVE 〜美人OLとオフ会〜（2021年、SNSで知り合った美人OL[134]）
- 桜木学園癒やし部・2年B組 町々まどか ～スクールカースト上位女子の本気のASMR体験記（2021年、町々まどか[135]）

### CM・広告
- バンダイナムコエンターテインメント『プロ野球 ファミスタ 2020』無料アップデート「ドラフト対戦モード」紹介映像（2020年12月）[136]
- ソルクシーズ
  - 「就職 良いところないかなぁ?」篇（2023年11月 - ）[137]
  - 「"ソルクシーズ"禁断症状」篇（2024年11月 - ）[138]

### その他コンテンツ
- 音楽バトルプロジェクト「IDOL舞SHOW」（2019年、「X-UC」掛川こころ）
- キャラクタープロジェクト『電音部』（2020年、犬吠埼紫杏[139]）
- デジタルアイドルプロジェクト『Project B-idol』（2022年、Emma[140]）
- リンカイ!Project（2023年、弥彦巫子[141]）
- 邪神ちゃんドロップキック 公式レポーター（2019年 - ）
- ダイエー公式チャンネル（2019年 - 、モッくん）
- ひかりTVオリジナルドラマ『取り立て屋ハニーズ』特報映像（2021年、ナレーション[142]）
- オーディオブック『おかしな転生』（2022年 - 、朗読）

## ディスコグラフィ

### NGT48在籍時の参加曲

#### シングル選抜曲
NGT48名義
- 青春時計
  - 純情よろしく
  - 暗闇求む
- 世界はどこまで青空なのか?
  - 僕の涙は流れない - 「SNS選抜」名義
  - 大人になる前に - 「リアル学生選抜」名義
  - ナニカガイル
- 春はどこから来るのか?
  - 反省ソーダ
- 世界の人へ
  - Soft serve - 「新潟SHOWROOM選抜」名義
  - カーテンの柄 - 「Team G」名義

AKB48名義
- 「君はメロディー」に収録
  - Maxとき315号 - 「NGT48」名義
- 「翼はいらない」に収録
  - 君はどこにいる? - 「NGT48」名義
- 「シュートサイン」に収録
  - みどりと森の運動公園 - 「NGT48」名義
- 「ジャーバージャ」に収録
  - 友達でいましょう - 「NGT48」名義
- 「センチメンタルトレイン」に収録
  - ひと夏の出来事 - 「アップカミングガールズ」名義
- 「NO WAY MAN」に収録
  - 耳を塞げ! - 「チームナイスファイト」名義

#### 劇場公演ユニット曲
チームNIII 1st Stage「PARTYが始まるよ」
- クラスメイト[10]

チームNIII 2nd Stage「パジャマドライブ」
- 鏡の中のジャンヌ・ダルク（1stユニット）[143]
- パジャマドライブ（2ndユニット）

研究生「PARTYが始まるよ・ガルベストン通り」公演
- スカート、ひらり（サポート出演）
- クラスメイト（サポート出演）

チームNIII 3rd Stage「誇りの丘」
- 祈りはどんな未来もしあわせに変える

チームG 1st Stage「逆上がり」
- エンドロール

### キャラクターソング
| 発売日   | 商品名                                                             | 歌 | 楽曲                                                                                        | 備考                                                 |
| 2020年   | 2020年                                                             | 2020年 | 2020年                                                                                      | 2020年                                               |
| -------- | ------------------------------------------------------------------ | --- | ------------------------------------------------------------------------------------------- | ---------------------------------------------------- |
| 1月8日   | カレント・ザナドゥ                                                 | X-UC | 「カレント・ザナドゥ」 「Smile×Work!」                                                      | 『IDOL舞SHOW』関連曲                                 |
| 1月8日   | カレント・ザナドゥ 通常盤                                          | NO PRINCESS、三日月眼、X-UC | 「SENRAN! アイドル天下道へ」                                                                | 『IDOL舞SHOW』関連曲                                 |
| 10月7日  | Papier Mache IDOL                                                  | X-UC | 「Papier Mache IDOL」 「Brave Call ! 〜& Just Now We come ! 〜」                            | 『IDOL舞SHOW』関連曲                                 |
| 11月25日 | New Pallet                                                         | 犬吠埼紫杏（長谷川玲奈） | 「good night baby（feat. Moe Shop）」                                                       | 『電音部』関連曲                                     |
| 11月25日 | New Pallet                                                         | 桜乃美々兎（小坂井祐莉絵）、水上雛（大森日雅）、犬吠埼紫杏（長谷川玲奈）                                                             | 「Hyper Bass（feat. Yunomi）」                                                              | 『電音部』関連曲                                     |
| 2021年   |                                                                    | |                                                                                             |                                                      |
| 1月2日   | ドキドキパリラルラ（Respect. CY8ER）                               | 桜乃美々兎（小坂井祐莉絵）、水上雛（大森日雅）、犬吠埼紫杏（長谷川玲奈）                                                             | 「ドキドキパリラルラ（Respect. CY8ER）」                                                    | 『電音部』関連曲                                     |
| 6月26日  | WIXOSS DIVA(A)LIVE BD第1巻特典CD                                   | Card Jockey | 「ENDLESS-PUNCHLINE」                                                                       | テレビアニメ『WIXOSS DIVA(A)LIVE』エンディングテーマ |
| 6月30日  | 電音部 ベストアルバム -シーズン.0-                                 | 桜乃美々兎（小坂井祐莉絵）、水上雛（大森日雅）、犬吠埼紫杏（長谷川玲奈）                                                             | 「シロプスα（feat. 安藤啓希）」                                                             | 『電音部』関連曲                                     |
| 2022年   |                                                                    | |                                                                                             |                                                      |
| 6月22日  | YEAH SAY YEAHHH!/無限日本列島LOVE/パステルグレイ                   | X-UC | 「パステルグレイ」                                                                          | 劇場アニメ『劇場版IDOL舞SHOW』エンディングテーマ     |
| 6月22日  | YEAH SAY YEAHHH!/無限日本列島LOVE/パステルグレイ @Loppi・HMV限定盤 | NO PRINCESS、三日月眼、X-UC | 「SENRAN! アイドル天下道へ2022」                                                            | 劇場アニメ『劇場版IDOL舞SHOW』テーマソング           |
| 6月29日  | 電音部 ベストアルバム -シーズン.1-The Lights                       | 外神田文芸高校、神宮前参道學園、港白金女学院、帝音国際学院                                                                           | 「You Are The Light」                                                                       | 『電音部』関連曲                                     |
| 6月29日  | 電音部 ベストアルバム -シーズン.1-The Lights                       | 犬吠埼紫杏（長谷川玲奈） | 「Eat Sleep Dance（feat. Moe Shop）」                                                       | 『電音部』関連曲                                     |
| 6月29日  | 電音部 ベストアルバム -シーズン.1-The Lights                       | 桜乃美々兎（小坂井祐莉絵）、水上雛（大森日雅）、犬吠埼紫杏（長谷川玲奈）                                                             | 「悪魔のララバイ（Prod. KiWi）」 「Distortion（feat. Yunomi）」 「Find Me（feat. ミディ）」 | 『電音部』関連曲                                     |
| 9月13日  | New Age                                                            | Roots. | 「New Age」                                                                                 | ゲーム『Tokyo 7th シスターズ』関連曲                 |
| 11月8日  | WONDEЯ GIRL                                                        | Roots. | 「WONDEЯ GIRL」                                                                             | ゲーム『Tokyo 7th シスターズ』関連曲                 |
| 2023年   |                                                                    | |                                                                                             |                                                      |
| 2月14日  | Startrail                                                          | Roots. | 「Hidden Stages」 「Find Me」                                                               | ゲーム『Tokyo 7th シスターズ』関連曲                 |
| 3月9日   | Tokyo Bug Night（feat. Moe Shop）                                  | 犬吠埼紫杏（長谷川玲奈） | 「Tokyo Bug Night（feat. Moe Shop）」                                                       | 『電音部』関連曲                                     |
| 2024年   |                                                                    | |                                                                                             |                                                      |
| 5月22日  | Override!                                                          | 伊東泉（川村海乃）、平塚ナナ（葵あずさ）、弥彦巫子（長谷川玲奈）、那古屋紗智（北守さいか）、高松絹早（杉山里穂）、熊本愛（日向未南） | 「Override!」                                                                               | テレビアニメ『リンカイ!』エンディングテーマ          |

## 書籍

### 写真集
- 一瞬の光（2020年8月24日、秋田書店、編集：声優パラダイスR編集部）ISBN 978-4-253-11090-7

### 雑誌連載
- 新潟野球マガジン（2016春号 2016年3月31日・2016新潟野球総決算号 2016年11月2日・2017春号 2017年4月20日・2017新潟野球総決算号 2017年11月14日、ベースボール・マガジン社）[144]
- 第99回全国高校野球選手権・新潟大会展望号（2017年6月28日、ベースボール・マガジン社）[145]
- 声優パラダイスR（2019年9月27日vol.32より Rのエース連載開始 秋田書店）[146]